# Infarto de miocardio con elevación del segmento ST
El infarto de miocardio con elevación del segmento ST es una emergencia médica producida por la formación de un trombo sobre una placa rota de aterosclerosis que ocluye la circulación coronaria del músculo cardíaco. Como consecuencia, se produce una isquemia prolongada y necrosis de las células del miocardio. Supone el 36% de los casos ingresados con la sospecha diagnóstica de síndrome coronario agudo, acompañada con una mortalidad del 6-10%.

## Tratamiento
Los objetivos del tratamiento de pacientes con infarto al miocardio con elevación del segmento ST son el alivio del dolor isquémico, oxigenoterapia cuando la saturación es <88%, pao2 es <55mmhg y pco2 es mayor de 45 mmhg con o sin hipercapnia, reconocimiento y tratamiento de otras complicaciones como hipotensión mediante expansión de volumen sanguíneo, edema pulmonar y trastornos del ritmo cardíaco, así como la identificación de los candidatos para la terapia de reperfusion. La fibrinólisis es el tratamiento empleado con mayor frecuencia (30% a 70%) en el mundo en los enfermos con infartos de miocardio con elevación del segmento ST, debido principalmente a las dificultades operativas para realizar angioplastia primaria.

### Tratamiento antiagregante
El infarto de miocardio con elevación del segmento ST logra mejoría con agentes antiplaquetarios. La aspirina, administrada entre 50-325 mg diarios, y el clopidogrel (75 mg diarios) son las opciones recomendadas de primera línea, pero se considera desde mejor punto de vista gracias a la medicina basada en la evidencia que el mejor de los antiagregantes plaquetarios es el ticagrelol pero por su elevado costo en algunos países y ya que no se encuentra entre los medicamentos que son cubiertos por los planes de salud nacional no es dado como primera elección por lo cual se aconseja utilizar prasugrel. la dosis es 180mg bolo y 90 mg c/12 h y en caso de cirugía retirar 3 días previos.
El ácido acetilsalicílico causa inhibición irreversible de la actividad de la ciclooxigenasa que, en la plaqueta, previene la formación de tromboxano A2, un potente agonista plaquetario
El clopidogrel inhibe selectivamente el receptor P2Y12, que es uno de los receptores plaquetario para el adenosín difosfato (ADP), que resulta en un incremento de adenosín monofosfato cíclico (AMPc). Estos valores elevados de AMPc causan un estado refractario de la plaqueta inhibiendo la agregación plaquetaria. En el infarto se suele administrar una dosis de carga de 300 a 600 mg, seguido por dosis diarias de 75 mg.

### Tratamiento antitrombotico
La estreptoquinasa (SK) se combina con el proactivador del plasminógeno y cataliza la conversión del plasminógeno en plasmina. La plasmina se produce en la sangre con el fin de degradar los principales componentes de los coágulos sanguíneos y fibrina. La SK, por tratarse de un fibrinolítico no específico, no sólo activa al plasminógeno unido a la fibrina sino también al plasmático, induciendo un aumento en la concentración circulante de plasmina. Además también provoca deplección del fibrinógeno circulante y de los factores V y VIII de la coagulación. En el infarto de miocardio se administra una dosis inicial en bolos de 250.000 Uds. seguida por dosis de mantenimiento de 100.000 Uds cada hora por 24 horas.

### Tratamiento antianginoso
La nitroglicerina producen aumento en el aporte de oxígeno y disminución de su demanda en el miocardio. Reduce la resistencia vascular coronaria, aumenta el flujo colateral y mejora la perfusión del endocardio, reduciendo a su vez la presión arterial. La nitroglicerina se administra a 0,4mg sublinguales cada 5 minutos hasta un máximo de 3 dosis u obtener antes el alivio de los síntomas.
El metoprolol es un betabloqueante cardioselectivo que actúa sobre los receptores beta 1 localizados principalmente en el corazón. El metoprolol disminuye o inhibe el efecto estimulante de las catecolaminas en el corazón, lo que da una reducción de la frecuencia cardiaca, de la contractilidad cardiaca y del volumen-minuto cardiaco. La dosis inicial del metoprolol es de 5 mg como terapia intravenosa cada 5 minutos por 3 dosis y si el paciente tolera vía oral, 25-30 mg cada 6-12 horas.
La atropina (0,5 mg IV) y los compuestos relacionados, compiten con la acetilcolina y otros agonistas muscarínicos por un sitio común de fijación sobre el receptor muscarínico. 
La morfina produce una analgesia adecuada disminuyendo la concentración de catecolaminas circulantes y reduce el consume miocárdico de oxígeno. La morfina también produce venodilatacion, que disminuye la precarga del corazón, la vasodilatación arterial y tiene efecto vagotónico que disminuye la frecuencia cardiaca. La morfina se administra a 2-4 mg IV cada 5 minutos o hasta que desaparezca el dolor
La digoxina se une al sitio de unión extracelular de la subunidad α de la bomba de sodio-potasio en la membrana celular de los miocitos o fibras musculares cardíacas. Ello produce un aumento en la entrada de sodio a la célula, contribuyendo a un aumento de la concentración de iones de calcio. El aumento del calcio intracelular se almacena en el retículo sarcoplasmático y se libera con cada potencial de acción, un efecto que no cambia con la digoxina, por lo que se produce al mismo tiempo, un aumento en la contractilidad del corazón. Se comienza con dosis de saturación de 0,25mg a 1mg en 24 horas y luego dosis de mantenimiento de 0,25mg vía oral.